# Jan Klein
Jan Klein (18. ledna 1936 Štemplovec – 7. května 2023) byl česko-americký biolog a imunolog, jeden ze zakladatelů moderní imunogenetiky. Je znám především svými pracemi týkajícími se MH komplexu. Laureát Ceny Neuron za přínos světové vědě za rok 2018 – biologie.

## Životopis
V roce 1958 dokončil studium na Karlově Univerzitě v Praze. V roce 1965 absolvoval vědeckou aspiranturu v ČSAV. Roku 1968 emigroval do USA a americké občanství získal roku 1997. Působil na Stanfordově univerzitě, University of Michigan a University of Texas. V letech 1977 až 2004 byl ředitelem Ústavu Maxe Plancka pro biologii v německém Tübingenu.
Během své kariéry se zabýval zejména objasňováním funkcí histokompatibilních genů a transplantačních antigenů které jsou jejich produkty; později studoval mechanismy vzniku druhů. Pro svůj přínos ke imunogenetice bývá odborníky považován za pokračovatele J. G. Mendela.